# محمود بدر
محمود بدر صحافي وناشط سياسي مصري، عضو مجلس النواب المصري ومؤسس حركة تمرد المصرية التي دعت إلى مظاهرات 30 يونيو 2013 في مصر والناطق الإعلامي بإسمها. ولد بشبين القناطرفي محافظة القليوبية وهو ابن المحامي إسماعيل بدر الذي أخذ منه ميوله القومية الناصرية. عمل في جريدة صوت الأمة المستقلّة وصحيفة الدستور. ثم انتقل بدر منذ فترة إلى جريدة الصباح، وما لبث أن استقال منها قبل أن تقفل أبوابها.

## حياته
ولد بالقاهرة، وتخرج من مودرن أكاديمي بمنطقة المعادي بالقاهرة.

## الجدل
في 1 أغسطس 2013، ظهر فيديو يوتيوب على الإنترنت يوضح تغييره الواضح في وجهات النظر السياسية فيما يتعلق بالمملكة العربية السعودية بعد أن وافقت على «حزمة مساعدات» بقيمة 5 مليارات دولار لمصر. كان بدر من أشد المنتقدين لسياسة المملكة العربية السعودية في المنطقة، بل وصل إلى حد الدعوة إلى تغيير النظام في المملكة. ومع ذلك، وبعد أن وافقت المملكة على حزمة مساعدات بقيمة 5 مليارات دولار لمصر، صار فجأة يدافع عن المملكة العربية السعودية ويتهم وينتقد مرسي وحزبه بزعم محاولة تعريض علاقة مصر بالسعودية للخطر.